# Marahoué (region)
Marahoué är en region i Elfenbenskusten. Den ligger i distriktet Sassandra-Marahoué, i den centrala delen av landet, nordväst om huvudstaden Yamoussoukro. Antalet invånare var 981 180 vid folkräkningen 2021. Arean är 8 698 kvadratkilometer. Marahoué gränsar till Béré, Gbêkê, Bélier, Yamoussoukro, Gôh och Haut-Sassandra.
Marahoué delas in i departementen:
- Bouaflé
- Sinfra
- Zuénola